# Paranaiba
Paranaiba (portugalsky Rio Paranaiba) je řeka ve státech Goiás, Minas Gerais a Mato Grosso do Sul v Brazílii. Je 900 km dlouhá.

## Průběh toku
Pramení v severních výběžcích pohoří Serra da Canastra a protéká střední částí Brazilské vysočiny v hluboké dolině, přičemž vytváří peřeje a vodopády. Přijímá mnoho přítoků. Je pravou zdrojnicí řeky Paraná, kterou vytváří po soutoku s Rio Grande.

## Vodní stav
V řece je dostatek vody po celý rok. V létě dochází k silným povodním. Průměrný průtok vody u města Itumbiara činí 1505 m³/s.